# Hr.Ms. Onverschrokken (1954)
Hr.Ms. Onverschrokken (M886, A856) was een Nederlandse oceaanmijnenveger van de Onversaagdklasse, gebouwd door de Amerikaanse scheepswerf Peterson Builders Inc. uit Sturgeon Bay. De schepen van de Onversaagdklasse waren in de Verenigde Staten gebouwde mijnenvegers van de Aggressiveklasse. In 1971-1972 werd het schip verbouwd tot torpedowerkschip en per 1 mei 1973 hernoemd tot Hr.Ms. Mercuur.

## Onverschrokken
Het schip werd van 1952-1954 in de Verenigde Staten gebouwd als mijnenveger. Het werd in bruikleen overgedragen aan de Koninklijke Marine. Naast dit schip kreeg Nederland nog vijf schepen van deze klasse.

## Mercuur
Na een verbouwing werd het schip in 1973 als torpedowerkschip bij de onderzeedienst in gebruik genomen. Volgens de traditie bij de marine kreeg het een nieuwe naam, 'Mercuur'. Het was een ondersteuningsschip voor onderzeeboten en haalde afgeschoten oefentorpedo's op uit het water. Na controle op het schip werden de oefentorpedo's hergebruikt. De letter 'A' op de romp gaf aan dat het een Auxiilary schip betrof. De Mercuur heeft van 11 mei 1973 tot 12 februari 1987 als zodanig dienst gedaan.
Na de uitdienststelling werd de Mercuur op 14 maart 1988 in bruikleen gegeven aan de Stichting Nautisch Kwartier in Amsterdam. In juli 1993 werd het schip verplaatst naar de haven van Scheveningen, waar het door Stichting Behoud Maritieme Monumenten als museumschip werd geëxploiteerd. Stichting behoud Maritieme Monumenten besloot in 2015 te stoppen met de exploitatie van het schip als militair maritiem museum, nadat er asbest was aangetroffen. Het schip werd op 15 december 2015 weer overgedragen aan De Koninklijke Marine en werd terug afgemeerd in Den Helder. Defensie liet het schip een asbestsanering ondergaan, en heeft het daarna definitief overgedragen aan de Stichting Maritiem Erfgoed Vlissingen.
Sinds 2017 ligt de Mercuur in Vlissingen waar het als museum toegankelijk is voor publiek. In december 2021 werd het schip overgebracht naar het dokje van Perry.